# 1962 في السعودية
تحتوي هذه المقالة على أهم الأحداث التي شهدتها السعودية في 1962، إضافة إلى أهم الشخصيات السعودية التي وُلدت أو تُوفيت في هذه السنة.

## السياسة

### الحكم
الملك: سعود بن عبد العزيز آل سعود

### تعيينات
- فهد بن عبد العزيز آل سعود، وزيراً للداخلية.

#### مارس
- 15: فيصل بن عبد العزيز آل سعود، نائباً لرئيس مجلس الوزراء ووزيراً للخارجية.[1]

### إعفاءات
- طلال بن عبد العزيز آل سعود، وزير المالية.

## أحداث
- تأسيس وزارة الإعلام.

### يناير
- إقامة النسخة الخامسة من بطولة كأس الملك لكرة القدم.

### مارس
- 31: قيام جامعة الدول العربية بعقد دورتها العادية السابعة والثلاثين ما بين الرياض والقاهرة والتي استمرت حتى 16 أغسطس من العام نفسه.[1]

### أبريل
- 19: الملك سعود يفتتح مطار الظهران الدولي.[2]

### أغسطس
- 29: : تشكيل مجلس دفاع مشترك بين كل من السعودية والأردن.[1]

### نوفمبر
- الغارات الجوية المصرية على جنوب السعودية بدأت بنجران في الرابع من شهر نوفمبر تبعها هجوم بحري وجوي على جازان في اليوم العاشر من نوفمبر.[3]
- 4: التحالف العسكري بين كل من السعودية والأردن.[3]
- 6: الإعلان عن برنامج النقاط العشر للإصلاح ومنها قرار إلغاء الرق.[4]
- 30: تأسيس شركة النفط الوطنية السعودية «بترومين» بموجب مرسوم ملكي.[3]

## مواليد
- نهار بن سعود بن عبد العزيز آل سعود، أحد أبناء الملك سعود (ت. 2021).[5]
- حسين النجمي، أديب وشاعر.
- وجيهة الحويدر، كاتبة وناشطة.

### يناير
- 1: عمر الجاسر، ممثل ومخرج.[6]
- 10: خالد بن طلال بن عبد العزيز آل سعود، الابن الثالث من أبناء الأمير طلال.

### فبراير
- 1: عادل الجبير، وزير الدولة للشؤون الخارجية وشغل سابقاً منصب وزير الخارجية وكذلك سفير السعودية للولايات المتحدة الأمريكية.
- 10: عبد الرحمن السديس، الرئيس العام لشؤون المسجد الحرام والمسجد النبوي وأحد أئمة المسجد الحرام.

### مارس
- 20: شايع النفيسة، لاعب كرة قدم سابق.

### أغسطس
- 3: عبده خال، كاتب وروائي.
- 7: عمر باخشوين، لاعب كرة قدم سابق.

### سبتمبر
- 28: محمد عبد الجواد، لاعب كرة قدم سابق ومدرب.